# Curt Herzstark
Curt Herzstark (Wenen, 26 juli 1902 - Nendeln (Liechtenstein), 27 oktober 1988) was een Oostenrijks ingenieur. 
Herzstark werd geboren in Wenen als zoon van Marie en Samuel Jakob Herzstark. Zijn vader was joods en zijn moeder, katholiek geboren, bekeerde zich tot het lutheranisme en voedde Herzstark luthers op.
In 1938, toen hij technisch manager van het bedrijf van zijn vader Rechenmaschinenwerk Austria Herzstark & Co. was, had Herzstark het ontwerp van zijn rekenmachine de Curta al voltooid, maar kon deze niet produceren vanwege de annexatie van Oostenrijk door nazi-Duitsland. In plaats daarvan kreeg het bedrijf de opdracht meetapparatuur voor het Duitse leger te maken. In 1943 arresteerden de nazi's hem, wellicht onder invloed daarvan dat zijn vader een liberale jood was, wegens "het helpen van joden en subversieve elementen" en "onfatsoenlijke contacten met Arische vrouwen" en stuurden hem naar het concentratiekamp Buchenwald. De berichten van het leger over de precisieproductie van de firma en vooral over de technische expertise van Herzstark brachten de nazi's er echter toe hem als een "inlichtingenslaaf" te behandelen.
Zijn gevangenschap in Buchenwald vormde een ernstige bedreiging voor zijn gezondheid, maar zijn toestand verbeterde toen hij werd opgeroepen om te werken in de fabriek die verbonden was met het kamp en die vernoemd was naar Wilhelm Gustloff. Daar kreeg hij de opdracht een tekening te maken van de constructie van zijn rekenmachine, zodat de nazi's de machine na het succesvolle einde van de oorlog uiteindelijk aan de Führer cadeau konden doen. De voorkeursbehandeling die dit mogelijk maakte, zorgde ervoor dat hij zijn verblijf in het concentratiekamp overleefde tot de bevrijding van het kamp in 1945, toen hij de volledige constructie uit zijn geheugen had hertekend.
- Gemeinsame Normdatei: 131520539
- International Standard Name Identifier: 0000 0000 4676 0495
- Library of Congress Control Number: no2007064002
- SNAC: w6q681hk
- Virtual International Authority File: 50361689
- WorldCat: E39PBJtrTmQJjRPybyC84Dq4v3